# هوشنگ کاظمی
هوشنگ کاظمی (۱۵ تیر ۱۳۰۲ – ۴ مهر ۱۳۹۴) طراحِ گرافیک، نقاش و مؤسس دانشگاه هنر بود.

## زندگی‌نامه
او پانزدهم تیر ماه ۱۳۰۲ در تهران متولد شد. تحصیلات متوسطه را در کالج آمریکایی تهران در دو رشته ادبی و ریاضی به پایان رساند و برای ادامه تحصیل وارد دانش‌سرای تهران شد و در سال ۱۳۲۳ لیسانس ادبیات خارجی گرفت. در سال ۱۳۲۴ برای تحصیل در بوزار به فرانسه رفت و سال ۱۳۳۵ فوق لیسانس در رشتهٔ خط گرافیک از این مدرسه دریافت کرد. سال ۱۳۳۷ به ایران بازگشت و طراحی اساسنامه دانشگاه هنر را برعهده گرفت و در مهر ۱۳۳۹ این دانشگاه را راه‌اندازی کرد و اولین مدیر آنجا شد. نخستین‌بار گرافیک در ایران، توسط وی در دانشگاه هنر تدریس شد. هوشنگ کاظمی، نخستین ایرانی دانش‌آموخته گرافیک است که اصول و قوانین گرافیک نوین وارد ایران کرد. وی با هم‌فکری جواد حمیدی، و پرویز تناولی، طرح و اساس‌نامه هنرکده هنرهای تزئینی (دانشگاه هنر) را تهیه و تنظیم کرد. این نخستین‌بار بود که در ایران، رشته گرافیک به‌صورت علمی و تخصصی تدریس می‌شد. هوشنگ کاظمی تا سال ۱۳۵۴ مدیر گروه گرافیک بود. در سال ۱۳۵۹ به هلند مهاجرت کرد و سال ۱۳۶۷ به استرالیا رفت و در استرالیا ماند.

## فعالیت
1. استخدام در بخش تبلیغات شرکت هواپیمایی سلطنتی هلند ۱۳۳۵
2. برگزاری نمایشگاه دوسالانه تهران در کاخ گلستان ۱۳۳۸
3. تأسیس دانشکده هنرهای تزیینی تهران ۱۳۳۹
4. مدیر دانشکده هنرهای تزیینی تا ۱۳۴۲
5. کارشناس هنری سازمان جلب سیاحان ۴۹–۱۳۴۲
6. سرپرست گروه گرافیک دانشکده هنرهای تزیینی و تدریس در دوره‌های فوق‌لیسانس ۵۴–۱۳۴۹
7. تأسیس آتلیه و دفتر کار با نام کارگاه هنرهای تزیینی در میدان کاخ تهران ۵۴–۱۳۳۹
8. طراح صحنه گروه نمایشی علی نصیریان در جشنواره‌های بین‌المللی ۴۲–۱۳۳۸
9. طراح صنعتی سفیدرود ۴۱–۱۳۴۰
10. برپایی نمایشگاه‌های متعدد برای جلب توریسم ۴۹–۱۳۴۲
11. طراحی نشان جشن هنر شیراز ۱۳۴۷

## درگذشت
وی ۴ مهر ۱۳۹۴ در استرالیا درگذشت.